# Oh Yeah (ZEEBRAの曲)
「Oh Yeah」（オー・イエー）は、ZEEBRAの楽曲で、10枚目のシングル。2005年9月21日にポニーキャニオンから発売された。前作から3ヶ月振りのリリースで、4枚目のアルバム『The New Beginning』からの先行シングル。

## 収録曲
1. Oh Yeah
作詞：ZEEBRA、作曲：タイプライター
2. Slow Down
作詞：ZEEBRA、作曲：D-Originu
「Street Dreams」の続編とされる。
3. Field Of Dreams (Beat Park Anthem) feat.G.K.MARYAN
作詞：ZEEBRA/G.K.MARYAN、作曲：DJ CELORY
  - フジテレビ「ナイターまつり『BEAT PARK』〜世界に1つしかないボールパーク〜」テーマソング[1]
  - トラックは、9作目のシングル曲「Street Dreams」と同じである。
4. Oh Yeah(Instrumental)